# 小行星3089
小行星3089（3089 Oujianquan）是一颗围绕太阳公转的小行星。1981年12月3日，紫金山天文台在南京发现了此天体。
該小行星以中國企業家區鑒泉命名。
这颗小行星的绝对星等为184.6965212666812等。